# Volumen respiratorio por minuto
En fisiología respiratoria, el volumen respiratorio por minuto, o volumen por minuto, o ventilación por minuto o volumen espirado por minuto es el volumen de gas inhalado (volumen inhalado por minuto) o exhalado (volumen exhalado por minuto) desde los pulmones de una persona, por minuto.
Es un parámetro importante en medicina respiratoria, debido a su relación con los niveles sanguíneos de dióxido de carbono. Puede ser medido con algunos aparatos, tales como un respirómetro de Wright, o puede ser calculado de otros parámetros respiratorios conocidos. Nótese que, aunque su nombre implica que se trata de un volumen, de hecho se trata de un caudal (representa un cambio de volumen a lo largo del tiempo).
Para representar el volumen por minuto se utilizan varios símbolos. Entre estos se incluyen: {\displaystyle {\dot {V}}}, VM y VE.

## Determinación del volumen por minuto
El volumen por minuto puede medirse directamente o calcularse a partir de otros parámetros conocidos.

### Medición del volumen por minuto
El volumen por minuto es la cantidad de gas inhalado o exhalado desde los pulmones de una persona, por minuto. Puede ser medido mediante un espirómetro de Wright o por cualquier otro dispositivo capaz de realizar mediciones acumulativas de un flujo de gas, tales como los ventiladores mecánicos.

### Cálculo del volumen por minuto
Si se conocen tanto el volumen tidal (VT) y la frecuencia respiratoria (ƒ o Fr), el volumen por minuto puede calcularse multiplicando estos dos valores. Se debe además tener en cuenta el efecto del espacio muerto en la ventilación alveolar, como se ve más abajo en relación con otros parámetros fisiológicos.

## Importancia fisiológica del volumen por minuto
Los niveles de dióxido de carbono sanguíneo (PaCO2) por lo general varían inversamente al volumen por minuto.[cita requerida] Por ejemplo, una persona con un volumen por minuto aumentado (debido a hiperventilación, por ejemplo) podría demostrar un nivel menor de dióxido de carbono en la sangre. Un organismo normal puede alterar su volumen por minuto respiratorio para mantener la homeostasis fisiológica.
Un volumen por minuto en reposo en humanos es de aproximadamente 5-8 litros. El volumen por minuto, por lo general, disminuye en situaciones de reposo, y aumenta con el ejercicio. Por ejemplo, durante las actividades diurnas el volumen por minuto ronda aproximadamente los 12 litros. Conducir una bicicleta aumenta la ventilación por minuto por un factor de 2 a 4, dependiendo del nivel de ejercicio involucrado. La ventilación por minuto durante el ejercicio moderado puede estar entre los 40 y 60 litros por minuto.
Hiperventilación es el término que define una ventilación por minuto mayor que la fisiológicamente apropiada. Hipoventilación, por otra parte, describe un volumen por minuto menor que lo fisiológicamente apropiado.

## Relación con otros parámetros fisiológicos
El volumen por minuto comprende la suma de la ventilación alveolar y la ventilación de espacio muerto. Esto es:
donde {\displaystyle {\dot {V}}_{A}} es la ventilación alveolar, y {\displaystyle {\dot {V}}_{D}} representa la ventilación de espacio muerto.